# Dapitan
Dapitan est une municipalité des Philippines située dans l'ouest de la province de Zamboanga du Nord, sur l'île de Mindanao. Elle a le statut de municipalité depuis 1963.

## Barangays
Dapitan est divisée en 50 barangays :
- Aliguay
- Antipolo
- Aseniero
- Ba-ao
- Bagting (Pob.)
- Banbanan
- Banonong (Pob.)
- Barcelona
- Baylimango
- Burgos
- Canlucani
- Carang
- Cawa-cawa (Pob.)
- Dampalan
- Daro
- Dawo (Pob.)
- Diwa-an
- Guimputlan
- Hilltop
- Ilaya
- Kauswagan
- Larayan
- Linabo (Pob.)
- Liyang
- Maria Cristina
- Maria Uray
- Masidlakon
- Napo
- Opao
- Oro
- Owaon
- Oyan
- Polo
- Potol (Pob.)
- Potungan
- San Francisco
- San Nicolas
- San Pedro
- San Vicente
- Santa Cruz (Pob.)
- Santo Niño
- Sicayab Bocana
- Sigayan
- Silinog
- Sinonoc
- Sulangon
- Tag-olo
- Taguilon
- Talisay (Pob.)
- Tamion

## Personnalités nées dans la province
- Martha Cecilia (en) (1953-2014), prolifique autrice de romans à l'eau de rose en tagalog ;
- Gazini Ganados (née en 1995), reine de beauté, Miss Univers Philippines 2019.